# Wohyń
Wohyń – wieś (dawne miasto) w Polsce, położona w województwie lubelskim, w powiecie radzyńskim, w gminie Wohyń, ok. 10 km od Radzynia Podlaskiego.

Historyczny herb Wohynia

Wohyń uzyskał lokację miejską w 1522 roku, zdegradowany w 1869 roku. Wohyń  położony był w drugiej połowie XVI wieku w powiecie brzeskolitewskim województwa brzeskolitewskiego. Miasto ekonomii brzeskiej w drugiej połowie XVII wieku. W latach 1975–1998 miejscowość położona była w województwie bialskopodlaskim.
Miejscowość jest siedzibą gminy Wohyń. Na terenie wsi utworzono dwa sołectwa: Wohyń I i Wohyń II. Według Narodowego Spisu Powszechnego z roku 2011 wieś liczyła  mieszkańców.

## Części wsi
| SIMC    | Nazwa        | Rodzaj    |
| ------- | ------------ | --------- |
| 0022533 | Chmielińskie | część wsi |
| 0022540 | Łysa Góra    | część wsi |
| 0022556 | Nowinki      | część wsi |
| 0022562 | Nowozielona  | część wsi |
| 0022579 | Ogrody       | część wsi |
| 0022585 | Podbraniczne | część wsi |
| 0022591 | Przymiarki   | część wsi |
| 0022600 | Stasiewizna  | część wsi |
| 0022616 | Zalesie      | część wsi |
| 0022622 | Zapoprzeczne | część wsi |

## Historia
Początkowe dzieje Wohynia związane są z postacią Leszka Czarnego i końcem XIII w. W 1519 król Zygmunt I Stary nadał osadzie pierwsze przywileje, rozszerzając je następnie w 1522. Zgodnie z tymi nadaniami miasto miało rządzić się według prawa magdeburskiego. „Na wieczne czasy” król pozwalał handlować wszystkim przyjeżdżającym do miasta za odpowiednią opłatą. Targ miał się odbywać w dzień sobotni, a jarmark na św. Michała i św. Jędrzeja.
W 1555 roku król Polski, wielki książę litewski Zygmunt II August zatwierdził przywileje nadane miastu dotychczas przez jego ojca i nadał Wohyniowi nowe przywileje. Król nadał miastu herb „Rak” do pieczętowania i używania we wszelkich miejskich potrzebach oraz prawo do urządzania jarmarku na dzień św. Krzyża.
W połowie XVI w. Wohyń był miastem królewskim w ziemi brzeskiej Wielkiego Księstwa Litewskiego leżącym na pograniczu z Koroną (w sąsiedztwie ziemi chełmskiej). Nieduże miasto w układzie sześciu ulic (Rynek, Nad Stawami, Ku Parczewowi, Gościniec Łukowski, Kowalska i Średnia) posiadało centralnie położony rynek, liczyło 370 domów i ok. 2300 mieszkańców. Wohyń zajmował wówczas powierzchnię 167 włók chełmińskich (tj. ok. 2800 ha) i przynosił dochód w wysokości 550 florenów polskich. Wohyń był miastem znaczącym jak na ówczesne czasy. W mieście miał siedzibę starosta wohyński Ostafi Bohdanowicz Wołłowicz (kasztelan trocki, fundator dworu królewskiego w Wohyniu), zaś bezpośrednio przez zawarciem unii lubelskiej miasto było miejscem zjazdu szlachty litewskiej.
Wielokrotnie niszczone i odbudowywane miasto nierozerwalnie dzieliło swe losy z tą częścią kraju. Razem z innymi miastami Podlasia Wohyń utracił prawa miejskie w 1870 licząc wówczas 254 domy z 2145 mieszkańcami, wśród których 55% było Polakami a 44% Żydami, resztę stanowiła ludność pochodzenia rosyjskiego i niemieckiego. Dochód Wohynia w 1867 wynosił 392 ruble. Największa liczba ludności zamieszkiwała Wohyń w 1914, który liczył wówczas 3968 mieszkańców.
W dwudziestoleciu międzywojennym Wohyń był tzw. osadą miejską w powiecie radzyńskim liczącą ok. 2600 mieszkańców. Targi odbywały się co czwartek, a raz w miesiącu jarmark. Silnie rozwinięte było rzemiosło, handel i usługi prowadzone w znacznej mierze przez ludność pochodzenia żydowskiego. Na zarejestrowanych w 1928 r. ok. 90 podmiotów gospodarczych powyżej 80% właścicielami byli Żydzi, np. krawcy wohyńscy to: H. Altbier, U. Ejdelman, S. Grabarz, D. Gerszman, Sz. Mleczak, B., H. i M. Pejsachowiczowie, S. Rojzman, L. Rozencweig, L. Rozmaryn, H. Szafirsztejn, A. Tenenbaum. Jednym z nielicznych w 20% stawce podmiotów gospodarczych był znany i ceniony polski mistrz stolarski Seweryn Trochimiak.
W 1939 Wohyń został zbombardowany przez lotnictwo niemieckie. Bezpośrednią przyczyną nalotu było poszukiwanie i chęć zniszczenia miejsca postoju 55 Samodzielnej Eskadry Bombowej. Eskadra ta mająca swe stałe bazy w Lidzie na Wileńszczyźnie już 31 sierpnia 1939 roku przybyła na lotnisko polowe w Maryninie koło Radzynia Podlaskiego, skąd w pierwszych dniach wojny wykonała szereg nękających nalotów na nacierające wojska niemieckie tracąc przy tym 3 samoloty i 9 ludzi. Obrona plot. lotniska zestrzeliła 1 Heinkla He 111. W odwecie Luftwaffe wykonała 9 września szereg nalotów na pobliskie miejscowości, wśród których był i Wohyń. Zginęło wówczas kilkunastu mieszkańców. Na cześć ofiar plac w centrum miejscowości otrzymał nazwę Plac 9 Września 1939 r.

## Galeria

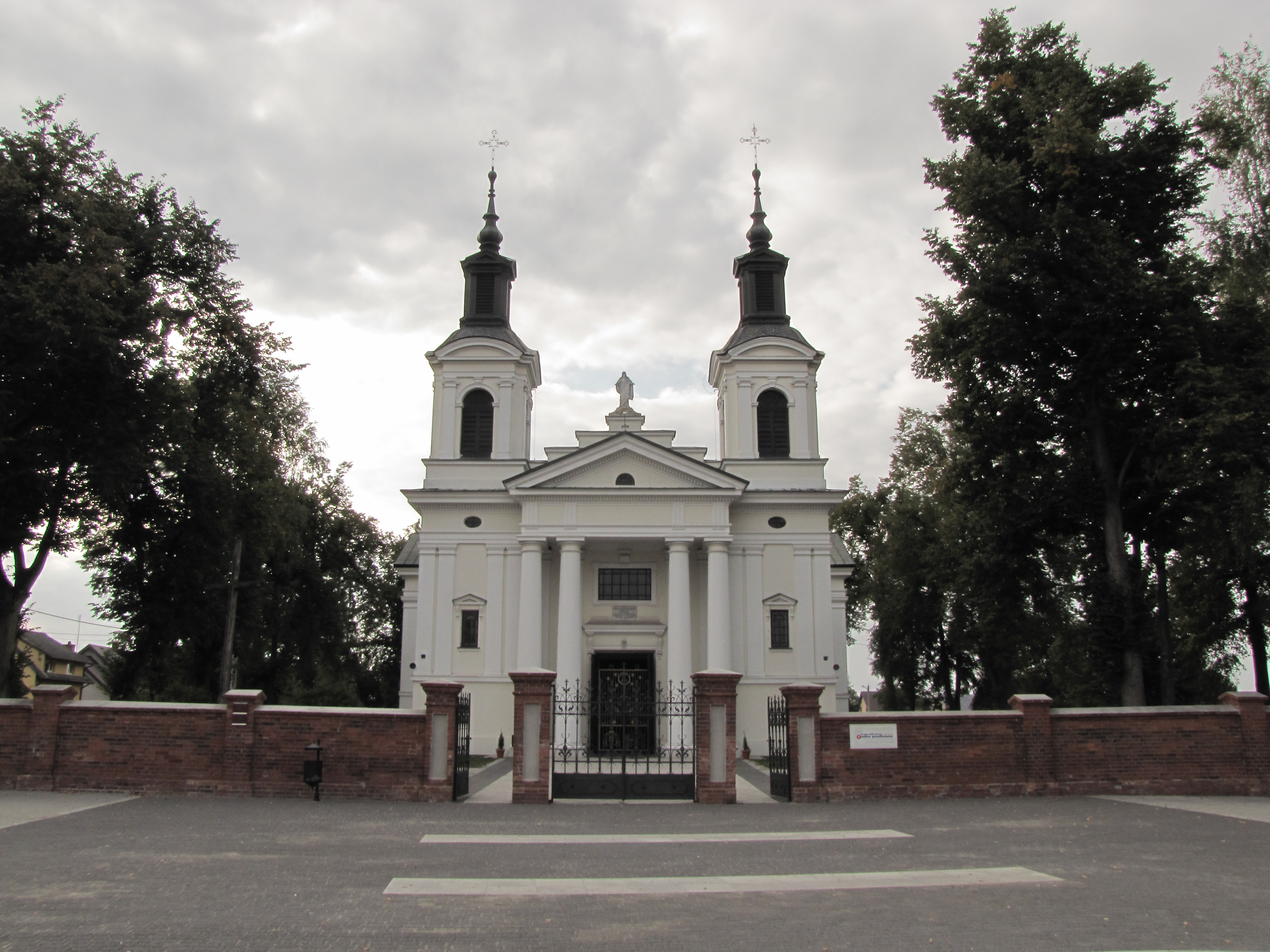
Rzym.-kat. kościół pw. św. Anny Samotrzeciej
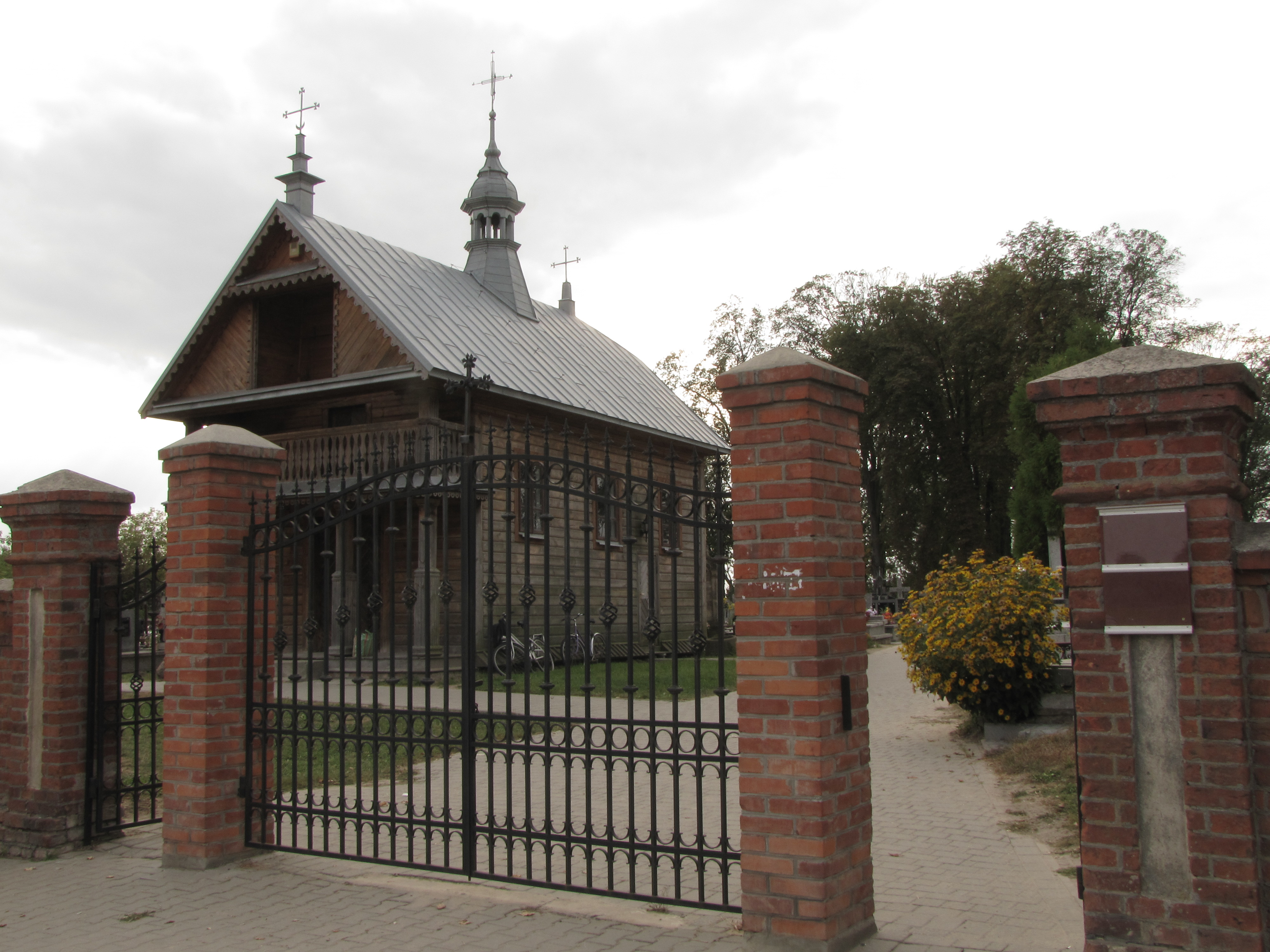
Cmentarz katolicki z drewnianą kaplicą św. Józefa